# كريستينا ماثيوز
كريستينا ماثيوز (26 ديسمبر 1959 في أستراليا - ) (بالإنجليزية: Christina Matthews)‏ هي لاعبة كريكت أسترالية. شاركت مع منتخب أستراليا الوطني للكريكت.

## وصلات خارجية
- كريستينا ماثيوز على موقع إي آس بي آن كريك إنفو (الإنجليزية)